# А Ин
А Ин (кит. упр. 阿英, пиньинь Ā  Yīng; настоящее имя — Цянь Синцу́нь (кит. упр. 钱杏邨, пиньинь Qián Xìngcūn); 6 февраля 1900, Уху — 17 июня 1977) — китайский драматург, литературовед и критик. Автор исторических драм и работ по истории новой и новейшей китайской литературы.

## Биография
Родился в г. Уху в провинции Аньхой. В юности участвовал в движении 4 мая. В 1926 году вступил в Компартию. В 1927 бежал из Ухань, а оттуда в Шанхай, где совместно с поэтом Цзян Гуанцы организовал общество «Солнце» (кит. упр. 太阳, пиньинь Tàiyáng), став одним из зачинателей движения за пролетарскую литературу в Китае.
Зимой 1930 года принял участие в подготовительной работе «Лиги левых писателей» (кит. упр. 左翼作家同盟), был избран членом её Бюро и Исполнительного комитета.
В конце 1930-х во время Японо-китайской войны был литературным редактором ежедневной шанхайской газеты «Спасение» (кит. упр. 救亡日报, пиньинь Jiùwáng Rìbào). В 1941 руководил пропагандистской работой в Новой 4-й армии.
После основания КНР работал в сфере руководства культурой, при этом продолжая вести обширные литературоведческие исследования.  Подвергся преследованиям во времена культурной революции. Умер от рака 17 июня 1977 года.

## Творчество
А Ин начинал как новеллист (сборники рассказов «Могилы», «История революции», «Белый дым» и др.) и поэт (сборник «Голодные люди и голодный орёл»), но наибольшее признание получил как драматург. Его перу принадлежит ряд исторических драм, в том числе «Ли Цзычэн» (кит. упр. 李闯王, 1948) о вожде Крестьянской войны 1628—45, а также сценарии кинофильмов.
Ещё в конце 1920-х А Ин проявил себя как литературный критик и историк литературы. Помимо эссе про современных ему китайских авторов, он написал обзоры творчества М. Горького, А.С. Пушкина, Бернарда Шоу, Дюма и других зарубежных писателей.
Является автором ценных работ по истории китайской литературы XIX—XX века: «Современные китайские писатели» (1928), «Индекс исторических материалов» (1935) к «Большой антологии новой китайской литературы», «Беседы о прозе» (1936), «История прозы поздней Цин» (1937), «Каталог драматических и прозаических произведений поздней Цин» (1954), «Сборник произведений периода Опиумных войн» (1957), «Сборник произведений периода франко-китайской войны» (1957) и других.